# Критичен диаметър
Критичен диаметър – минималният диаметър на цилиндричен заряд от взривно вещество (ВВ), при който е възможно разпространението на детонацията.
При диаметър на заряда под критичния детонацията или не възниква, или затихва. Минималната скорост на детонация, съответстваща на критичния диаметър, се нарича критическа скорост. С увеличаването на диаметъра на заряда скоростта на детонация нараства до постоянната величина, характерна за дадения състав и състояние на ВВ. Диаметъра на заряда, над който скоростта на детонация не се увеличива, се нарича пределен диаметър, а скоростта – пределна или оптимална скорост на детонация.
За бризантни индивидуални взривни химични съединения критическият диаметър обикновено е няколко mm, за иницииращите – стотни от mm, за гранулираните промишлени ВВ – до 150 mm. Използването на ВВ с голям критичен диаметър на детонация няма практически смисъл.
На величината на критичния диаметър на детонация влияят състава, степента на раздробяване, физическото състояние на ВВ, влажността, температурата, плътността на зареждане и други параметри. Значителното намаляване на критичния диаметър е възможно с използването на здрава обвивка на заряда.
Критичният диаметър на детонация обикновено се определя с взривяване на моделни заряди с дължина не по-малко от пет диаметъра на заряда. Наличието или отсъстствието на детонация се определят по следите от взрива.
За пресовани или пластични ВВ често се определя критична дебелина на заряда, в пластини с ширина над четири дебелини и дължина над 10 дебелини.
Критичните диаметри на някои ВВ са приведени в таблицата подолу
| ВВ                                                                          | Критичен диаметър, mm |
| ТЕН пресован                                                                | 2,0 – 3,2             |
| ТЕН (плътност 1 g/sm с куб. размер на зърното 0,025 – 0,10 mm)              | 0,7 – 0,86            |
| нитроглицерин (НГЦ) (при t=20 С)                                            | 2,5                   |
| хексоген                                                                    | 2,5 – 4,4             |
| тетрил                                                                      | 5 -7,0                |
| пикринова киселина                                                          | 7,0 – 9,0             |
| тротил (в зависимост от технологията на производство на заряда и условията) | 6,0 – 60,0            |
| амониев перхлорат                                                           | 25,0 – 30,0           |

|  | Тази страница частично или изцяло представлява превод на страницата „Критический диаметр“ в Уикипедия на руски. Оригиналният текст, както и този превод, са защитени от Лиценза „Криейтив Комънс – Признание – Споделяне на споделеното“, а за съдържание, създадено преди юни 2009 година – от Лиценза за свободна документация на ГНУ. Прегледайте историята на редакциите на оригиналната страница, както и на преводната страница, за да видите списъка на съавторите. ВАЖНО: Този шаблон се отнася единствено до авторските права върху съдържанието на статията. Добавянето му не отменя изискването да се посочват конкретни източници на твърденията, които да бъдат благонадеждни. |